# Already Over (Mike Shinoda)
Already Over è un singolo del cantante statunitense Mike Shinoda, pubblicato il 6 ottobre 2023 come secondo estratto dal secondo EP The Crimson Chapter EP.

## Descrizione
Il brano si caratterizza per le spiccate sonorità rock dalle influenze punk, con power chord, batteria uptempo e voce sostenuta.

## Promozione
L'uscita di Already Over è stata anticipata da una serie di video verticali per poi essere stato pubblicato in concomitanza con un videogioco interattivo sul sito dell'artista. Nello stesso giorno di pubblicazione del singolo, lo stesso è stato inserito nel videogioco Beat Saber come parte di un pacchetto musicale comprensivo di brani dei Linkin Park e dei Fort Minor, gruppi di cui Shinoda fa parte.
Il 20 ottobre seguente è stata distribuita digitalmente una versione del brano eseguita dal vivo a Sydney in cui Shinoda è stato accompagnato da alcuni membri di tre gruppi australiani: Stand Atlantic, Between You & Me e Polaris.

## Video musicale
In concomitanza con la pubblicazione del singolo è stato reso disponibile un video diretto da Dusty Deen.

## Tracce
Testi e musiche di Mike Shinoda, eccetto dove indicato.
Download digitale
1. Already Over – 2:40

Download digitale – Live in Sydney
1. Already Over (Live in Sydney) – 2:41

7"
- Lato A

1. Already Over – 2:40

- Lato B

1. In My Head (feat. Kailee Morgue) – 2:52 (Mike Shinoda, Jake Torrey)

Download digitale – Live in Los Angeles
1. Already Over (Live in Los Angeles) – 2:39

Download digitale – Live in London
1. Already Over (Live in London) – 2:40

Download digitale – Live in Berlin
1. Already Over (Live in Berlin) – 2:38

Download digitale – Endel Gaming Soundscape
1. Already Over (Endel Version 1) (Gaming Soundscape) – 4:30
2. Already Over (Endel Version 2) (Gaming Soundscape) – 2:28
3. Already Over (Endel Version 3) (Gaming Soundscape) – 3:01
4. Already Over (Endel Version 4) (Gaming Soundscape) – 2:45
5. Already Over (Endel Version 5) (Gaming Soundscape) – 2:11
6. Already Over (Fort Minor Mix) (Endel Version 1) (Gaming Soundscape) – 2:15
7. Already Over (Fort Minor Mix) (Endel Version 2) (Gaming Soundscape) – 2:33
8. Already Over (Fort Minor Mix) (Endel Version 3) (Gaming Soundscape) – 2:25
9. Already Over (Fort Minor Mix) (Endel Version 4) (Gaming Soundscape) – 2:40
10. In My Head (Endel Version 1) (Gaming Soundscape) – 2:32 (Mike Shinoda, Jake Torrey)
11. In My Head (Endel Version 2) (Gaming Soundscape) – 2:33 (Mike Shinoda, Jake Torrey)
12. In My Head (Endel Version 3) (Gaming Soundscape) – 2:08 (Mike Shinoda, Jake Torrey)
13. In My Head (Endel Version 4) (Gaming Soundscape) – 2:56 (Mike Shinoda, Jake Torrey)

Download digitale – Endel Workout Soundscape
1. In My Head (Endel Warm Up 1) (Workout Soundscape) – 2:07 (Mike Shinoda, Jake Torrey)
2. In My Head (Endel Warm Up 2) (Workout Soundscape) – 2:06 (Mike Shinoda, Jake Torrey)
3. In My Head (Endel Warm Up 3) (Workout Soundscape) – 3:38 (Mike Shinoda, Jake Torrey)
4. In My Head (Endel Warm Up 4) (Workout Soundscape) – 3:54 (Mike Shinoda, Jake Torrey)
5. Already Over (Fort Minor Mix) (Endel Light Cardio 1) (Workout Soundscape) – 2:23
6. Already Over (Fort Minor Mix) (Endel Light Cardio 2) (Workout Soundscape) – 2:29
7. Already Over (Fort Minor Mix) (Endel Light Cardio 3) (Workout Soundscape) – 3:31
8. Already Over (Fort Minor Mix) (Endel Light Cardio 4) (Workout Soundscape) – 2:53
9. Already Over (Endel Cardio 1) (Workout Soundscape) – 3:00
10. Already Over (Endel Cardio 2) (Workout Soundscape) – 3:12
11. Already Over (Endel Cardio 3) (Workout Soundscape) – 4:07
12. Already Over (Endel Intense Cardio 1) (Workout Soundscape) – 2:35
13. Already Over (Endel Intense Cardio 2) (Workout Soundscape) – 2:51
14. Already Over (Endel Cool Down 1) (Workout Soundscape) – 2:25
15. Already Over (Endel Cool Down 2) (Workout Soundscape) – 2:08

## Formazione
- Mike Shinoda – voce, strumentazione
- Neal Avron – missaggio
- Brian "Big Bass" Gardner – mastering

## Classifiche
| Classifica (2024)             | Posizione massima |
| ----------------------------- | ----------------- |
| Stati Uniti (alternative)     | 10                |
| Stati Uniti (mainstream rock) | 9                 |